# AC-10
La AC-10 aussi appelée Ronda de Camino José Cela traverse la ville de La Corogne d'est en ouest.
D'une longueur de 1.6 km environ, elle relie l'AC-11 (Accès à La Corogne depuis l'AP-9) et l'AC-12 à hauteur du Port de La Corogne à l'est de la ville.
Elle dessert tout le sud du centre de La Corogne en connectant la zone industrielle de Grela-Bens au Port de La Corogne
C'est une voie express 2x2 voies avec échangeurs en giratoires et feu tricolores.

## Tracé
- Elle débute à l'ouest de La Corogne au niveau de la zone industrielle de Grela-Bens
- Elle croise l'AC-11 qui prolonge l'AP-9 et la future AC-14 qui va accéder à La Corogne depuis l'A-6.
- Elle continue sa traversée jusqu'à se connecter à l'AC-12 au sud du Port de La Corogne

## Sorties
| Numéro de la sortie | Nom de la sortie                                                                                                   | Bifurcation |
| ------------------- | --- | ----------- |
|                     | Zone Industrielle Grela-Bens La Corogne Ouest - La Corogne-Avendia de Arteixo Arteixo - Carballo - Cee AG-55       |             |
|                     | La Corogne Centre - La Corogne-Avenida de Enrique Salgado Torres                                                   |             |
| 01                  | La Corogne Centre - La Corogne-Avenida de Alfonso Molina Madrid - Saint-Jacques-de-Compostelle - Ferrol AP-9       |             |
|                     | La Corogne Centre - La Corogne-Avenida de Salvador de Madriaga Carrefour La Corogne                                | N-323a      |
| 03                  | La Corogne Centre - La Corogne-Avenida de Los Monelos Aéroport de La Corogne                                       |             |
|                     | La Corogne Est - La Corogne-Avenida del Ejercito La Corogne Sud - La Corogne-Avenida del Pasaje Port de La Corogne | N-323a      |